# Krystofer Barch
Pour les articles homonymes, voir Barch.
Krystofer Barch, dit Krys Barch, (né le 26 mars 1980 à Hamilton, en Ontario au Canada) est un joueur professionnel canadien de hockey sur glace évoluant au poste de ailier droit. Il est connu comme étant un joueur robuste et bagarreur.

## Biographie
Krys Barch a été repêché par les Capitals de Washington au 106e rang du quatrième tour lors du repêchage d'entrée de 1998 dans la Ligue nationale de hockey. Il a joué son hockey junior avec les Knights de London de la Ligue de hockey de l'Ontario et en 1999, il aide son équipe à atteindre la finale de la Coupe J.-Ross-Robertson, trophée remis au vainqueur des séries éliminatoires, mais perdent en sept matchs face aux Bulls de Belleville.
La saison suivante, alors que les Knights sont éliminés des séries, il fait ses débuts professionnels avec les Pirates de Portland, franchise associée aux Capitals à la Ligue américaine de hockey, lors des séries éliminatoires de la Coupe Calder.
Le 18 juillet 2006, il signe avec les Stars de Dallas. Le 15 janvier 2007, il joue son premier match dans la LNH contre les Kings de Los Angeles après avoir été rappelé pour remplacer des joueurs blessés. En seulement vingt-six matchs, il a été en prison pendant 107 minutes ; Matthew Barnaby mène l'équipe avec 127 minutes.
Le 7 décembre 2011, il est échangé aux Panthers de la Floride avec un choix de sixième tour au repêchage de 2012 contre Jake Hauswirth et un choix de cinquième tour pour 2012. Le 31 décembre avec sa nouvelle équipe, Barch a été expulsé avec une inconduite de partie pour avoir tenu des propos racistes contre P.K. Subban des Canadiens de Montréal et sera plus tard suspendu pour un match.
Le 10 juillet 2012, il signe un contrat de deux ans avec les Devils du New Jersey.

## Statistiques
| Saison     | Équipe                 | Ligue      |     | Saison régulière | Saison régulière | Saison régulière | Saison régulière | Saison régulière |   | Séries éliminatoires | Séries éliminatoires | Séries éliminatoires | Séries éliminatoires | Séries éliminatoires |
| Saison     | Équipe                 | Ligue      | PJ  | B                | A                | Pts              | Pun              | PJ               | B | A                    | Pts                  | Pun                  |                      |                      |
| 1995-1996  | Raiders de Georgetown  | OPJHL      | 41  | 6                | 8                | 14               | 10               | -                | - | -                    | -                    | -                    |                      |                      |
| 1996-1997  | Raiders de Georgetown  | OPJHL      | 51  | 18               | 26               | 44               | 58               | -                | - | -                    | -                    | -                    |                      |                      |
| 1997-1998  | Knights de London      | LHO        | 65  | 9                | 27               | 36               | 62               | 16               | 4 | 3                    | 7                    | 16                   |                      |                      |
| 1998-1999  | Knights de London      | LHO        | 66  | 18               | 20               | 38               | 66               | 25               | 9 | 17                   | 26                   | 15                   |                      |                      |
| 1999-2000  | Knights de London      | LHO        | 56  | 23               | 26               | 49               | 78               | -                | - | -                    | -                    | -                    |                      |                      |
| 1999-2000  | Pirates de Portland    | LAH        | -   | -                | -                | -                | -                | 4                | 0 | 2                    | 2                    | 2                    |                      |                      |
| 2000-2001  | Pirates de Portland    | LAH        | 76  | 10               | 15               | 25               | 91               | 2                | 0 | 0                    | 0                    | 0                    |                      |                      |
| 2001-2002  | Renegades de Richmond  | ECHL       | 25  | 6                | 4                | 10               | 43               | -                | - | -                    | -                    | -                    |                      |                      |
| 2001-2002  | Pirates de Portland    | LAH        | 29  | 3                | 8                | 11               | 28               | -                | - | -                    | -                    | -                    |                      |                      |
| 2002-2003  | Pirates de Portland    | LAH        | 36  | 1                | 7                | 8                | 49               | -                | - | -                    | -                    | -                    |                      |                      |
| 2004-2005  | Grrrowl de Greenville  | ECHL       | 55  | 11               | 19               | 30               | 154              | 3                | 0 | 0                    | 0                    | 36                   |                      |                      |
| 2004-2005  | Admirals de Norfolk    | LAH        | 9   | 1                | 0                | 1                | 37               | -                | - | -                    | -                    | -                    |                      |                      |
| 2005-2006  | Stars de l'Iowa        | LAH        | 43  | 7                | 6                | 13               | 129              | 7                | 0 | 1                    | 1                    | 37                   |                      |                      |
| 2005-2006  | Grrrowl de Greenville  | ECHL       | 14  | 10               | 4                | 14               | 75               | -                | - | -                    | -                    | -                    |                      |                      |
| 2006-2007  | Stars de l'Iowa        | LAH        | 31  | 3                | 5                | 8                | 110              | -                | - | -                    | -                    | -                    |                      |                      |
| 2006-2007  | Stars de Dallas        | LNH        | 26  | 3                | 2                | 5                | 107              | -                | - | -                    | -                    | -                    |                      |                      |
| 2007-2008  | Stars de Dallas        | LNH        | 48  | 1                | 2                | 3                | 105              | 3                | 0 | 0                    | 0                    | 2                    |                      |                      |
| 2008-2009  | Stars de Dallas        | LNH        | 72  | 4                | 5                | 9                | 133              | -                | - | -                    | -                    | -                    |                      |                      |
| 2009-2010  | Stars de Dallas        | LNH        | 63  | 0                | 6                | 6                | 130              | -                | - | -                    | -                    | -                    |                      |                      |
| 2010-2011  | Stars de Dallas        | LNH        | 44  | 2                | 1                | 3                | 80               | -                | - | -                    | -                    | -                    |                      |                      |
| 2011-2012  | Stars de Dallas        | LNH        | 10  | 0                | 0                | 0                | 23               | -                | - | -                    | -                    | -                    |                      |                      |
| 2011-2012  | Panthers de la Floride | LNH        | 41  | 2                | 3                | 5                | 91               | -                | - | -                    | -                    | -                    |                      |                      |
| 2012-2013  | Devils du New Jersey   | LNH        | 22  | 0                | 0                | 0                | 44               | -                | - | -                    | -                    | -                    |                      |                      |
| 2013-2014  | Panthers de la Floride | LNH        | 55  | 0                | 4                | 4                | 99               | -                | - | -                    | -                    | -                    |                      |                      |
| Totaux LNH | Totaux LNH             | Totaux LNH | 381 | 12               | 23               | 35               | 812              | 3                | 0 | 0                    | 0                    | 2                    |                      |                      |